# 북면초등학교 (경남)
북면초등학교는 대한민국 경상남도 창원시 의창구 북면 감계리에 있는 공립 초등학교이다.

## 학교 연혁
- 1924년 11월 1일 북면공립보통학교 개교(북면 동전무동길26번길 19)
- 1938년 4월 1일 북면공립심상소학교로 개칭
- 1941년 4월 1일 북면공립국민학교로 개칭
- 1950년 6월 1일 북면국민학교로 개칭
- 1952년 3월 3일 승산국민학교 분리
- 1981년 3월 1일 병설유치원 개원
- 1969년 10월 6일 화천분교장 설치
- 1996년 3월 1일 북면초등학교로 개칭
- 1999년 9월 1일 승산분교장 편입
- 1999년 11월 22일 화천분교장 통폐합
- 2014년 5월 15일 신축 교사로 이전(감계리)
- 2017년 2월 21일 제90회 졸업식 (총 졸업생 수 6872명)
- 2017년 3월 1일 제45대 이성재 교장 부임

## 참고 자료
- 북면초등학교 - 한국교육학술정보원 학교알리미